# دریچه منهول

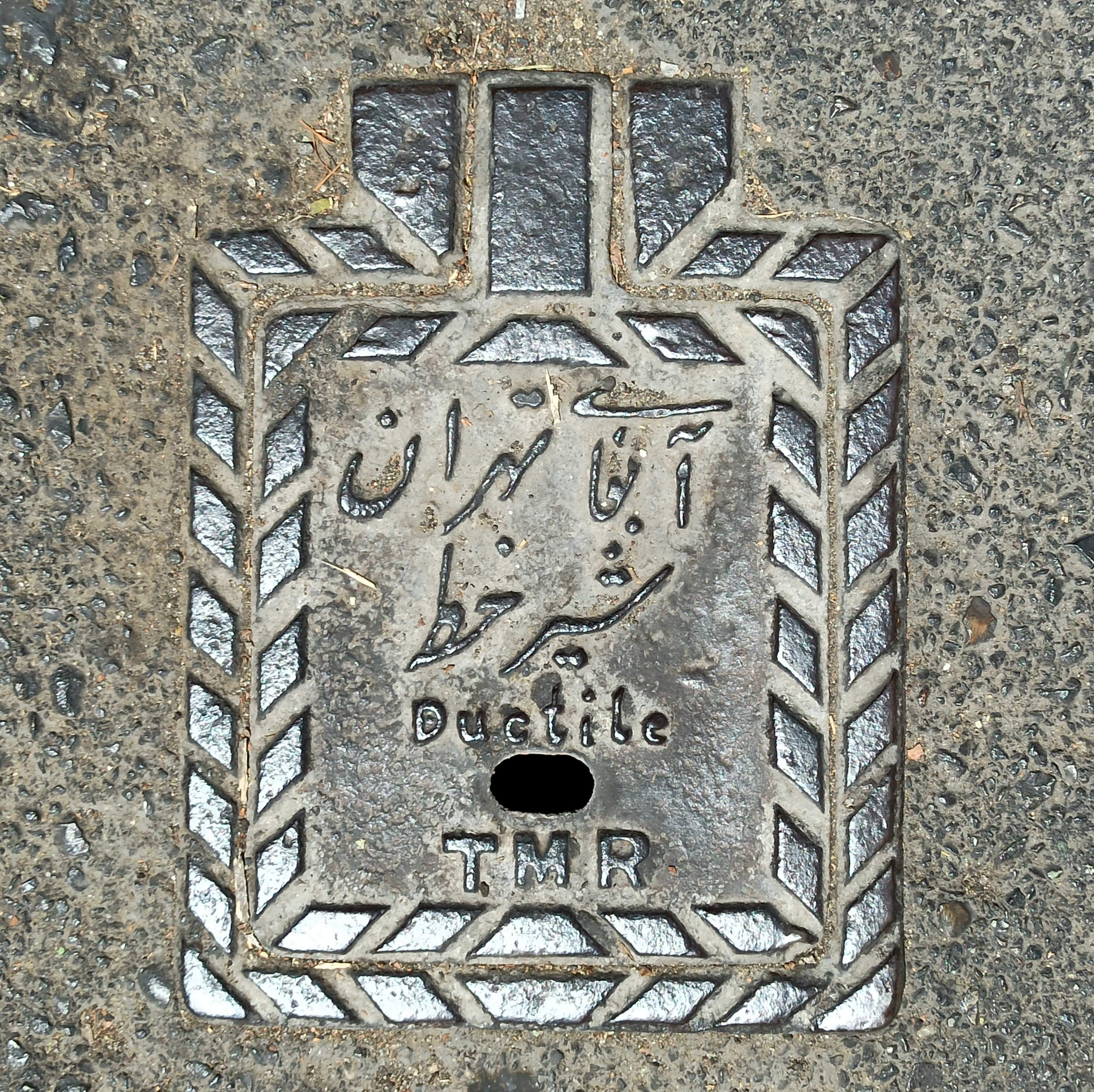
یک درپوش چدنی قدیمی فاضلاب در تهران مربوط به پیش از انقلاب ۱۳۵۷: آبفای تهران، شیرخط

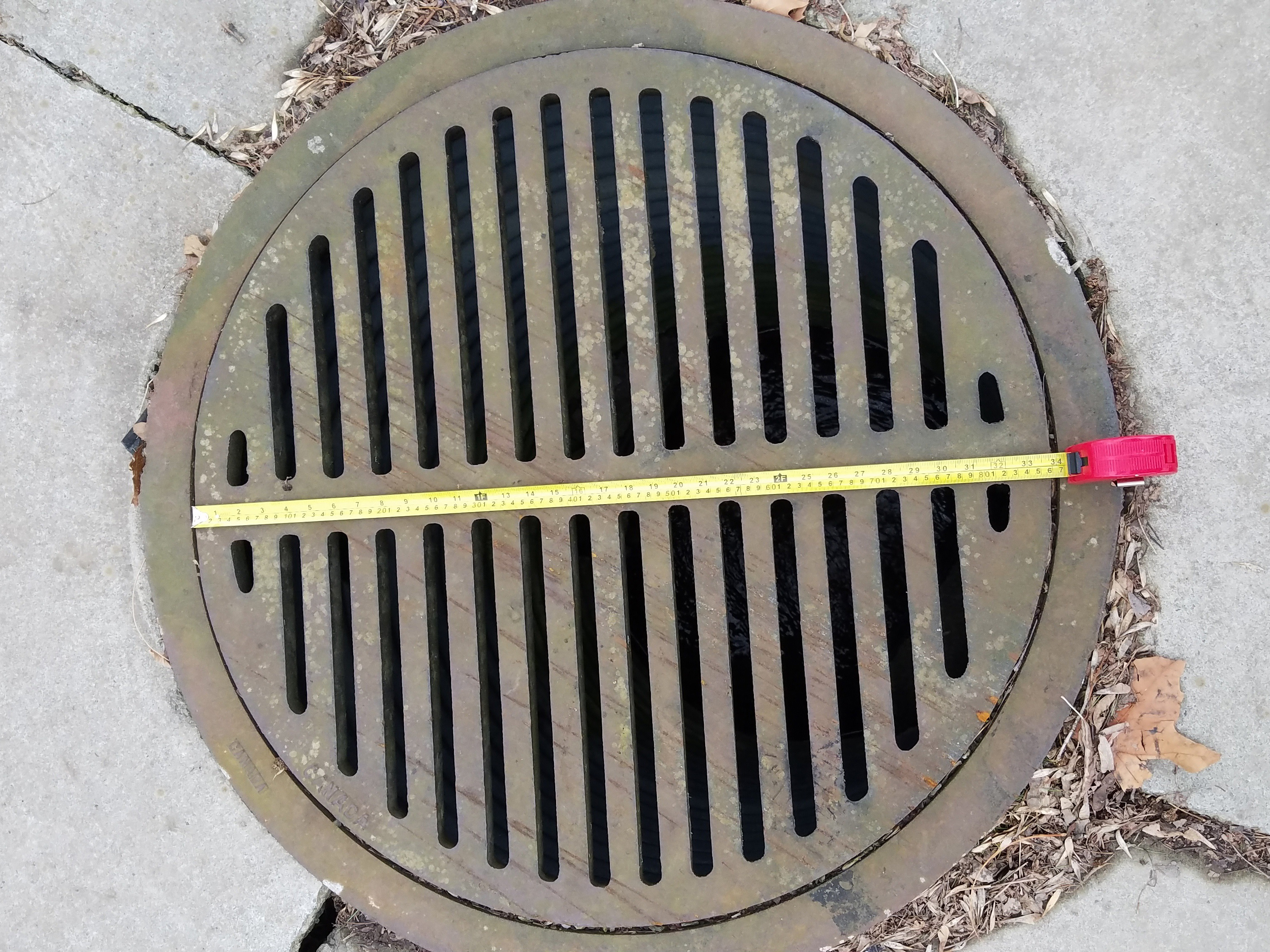
اندازه متوسط و پوشش کوره 34 in قطر

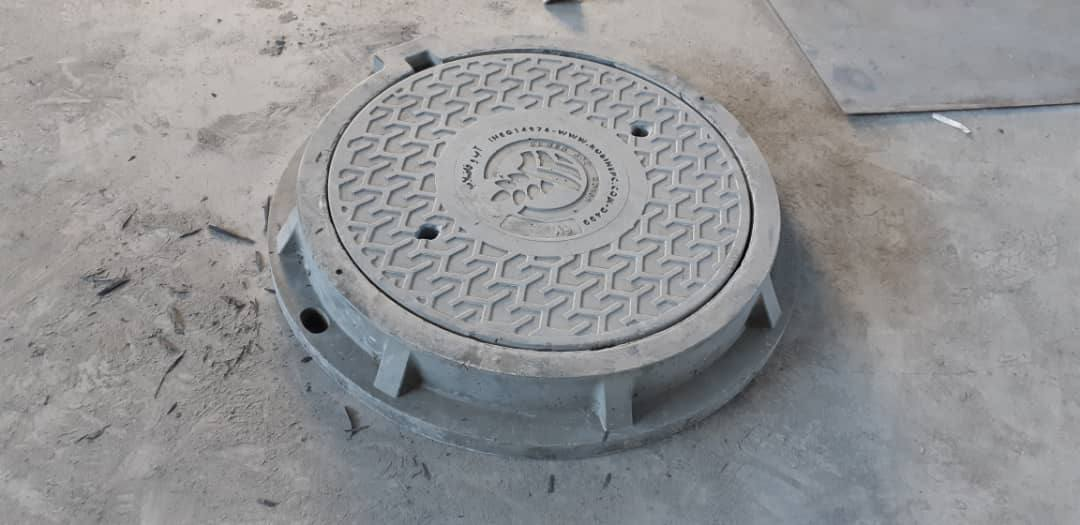
ساخته شده در سال ۲۰۲۲

دریچه منهول یک ورق قابل جابجایی است و دریچه منهول پوششی است بر بخش فوقانی منهول جهت جلوگیری از افتادن کسی یا جسمی یا موادی به داخل منهول.

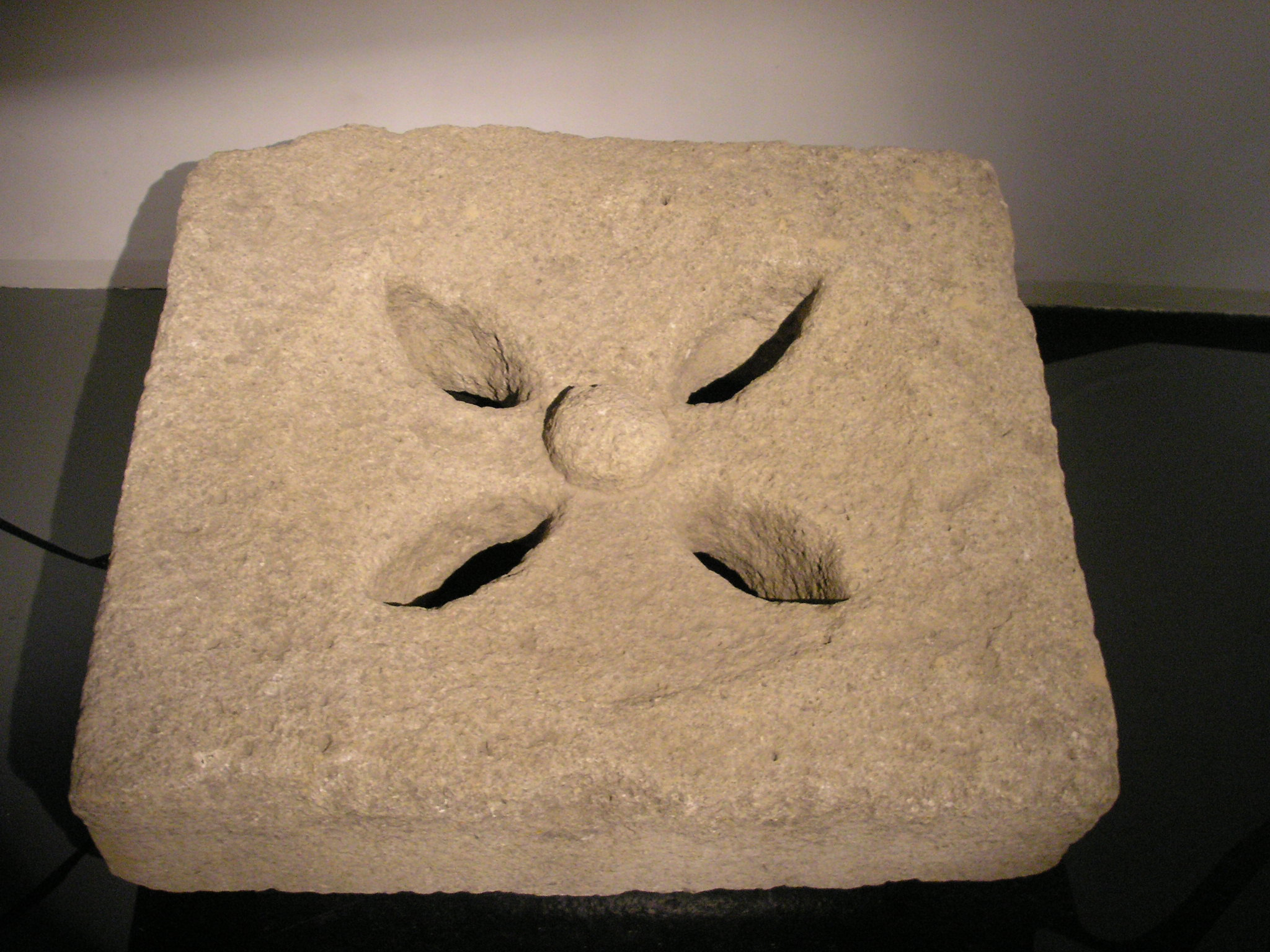
روم باستان فاضلاب رنده ساخته شده از آهک و ماسه سنگ 1st, قرن، آگهی، کاوش‌های باستان‌شناسی در Vindobona (حال و روز وین). درب منهول که قدمت آن به دوران رم باستان بازمی‌گردد از سنگ ساخته می‌شده است.

دریچه منهول در واقع منهول را پوشش می‌دهد اغلب ساخته شده از چدن، بتنی یا ترکیبی از این دو یا کامپوزیتی یا کوپلیمر می‌باشد. این باعث می‌شود آن‌ها را ارزان و قوی و سنگین معمولاً با وزن بیش از ۱۱۳ کیلوگرم (۲۴۹ پوند)است ولی دریچه منهول کامپوزیتی در مقایسه با چدنی و انواع دیگر بسار سبکتر می‌باشد. وزن کمک می‌کند تا به نگه داشتن آن‌ها را در مکان و زمانی که ترافیک بر آن‌ها عبور می‌کند و باعث می‌شود دسترسی برای افراد غیرمجاز و بدون ابزار مناسب به آن‌ها را غیرممکن بسازد. دریچه‌های کوپلیمیری معمولاً نسبت به انواع دیگر سبک‌تر و غیرقابل سرقت می‌باشند.
به دلایلی نظیر وزن بالای درب‌های منهول چدن و چدن بتن و در مقابل وزن کمتر دریچه منهول‌های کامپوزیتی، مقاومت بیشتر در برابر لغزش این گونه دریچه‌های منهول که ایمنی جاده‌ها را حتی در وضعیت بد آب و هوا تضمین می کندو در نهایت خواص عایق الکتریکی دریچه‌های منهول کامپوزیتی موجب استفادهٔ روزافزون از این نوع دریچه‌ها در سطح جهان گردیده است.
دریچه کامپوزیت، از ترکیب مواد و رزین‌های پلیمری و مواد شیمیایی دیگر حاصل می‌شوند. دریچه منهول کامپوزیتی به دلیل کاهش هزینه‌ها، مقاومت مکانیکی و هیدرولیکی بالا و مقاومت شیمیایی و حتی حرارتی بالا و مقاوم بودن در برابر آتش، مواد شیمیایی خورنده و فرسایش به شدت در حال رشد و جایگزین شدن محصولات فلزی می‌شوند.
دریچه منهول همچنین ممکن است از شیشه تقویت شده با پلاستیک یا سایر مواد کامپوزیت (به خصوص در اروپا یا که در مواقع نگرانی از ربوده شدن) ساخته شده باشد. به دلیل قانون محدود قابل قبول دستی به دست وزنه اروپا دیده می‌شود حرکت به سوی سبک‌وزن کامپوزیت و پوشش کوره و مواد نیز باید از مزایای لغزش مقاومت الکتریکی و عایق خواص.
یک دریچه منهول نشسته بر روی یک پایه فلزی با کوچکتر الحاق rim که متناسب با پوشش. پایه و پوشش هستند گاهی اوقات به نام «ریخته‌گری» چرا که آن‌ها معمولاً توسط یک فرایند ریخته‌گریبه‌طور معمول شن و ماسه ریخته‌گری تکنیک‌های.

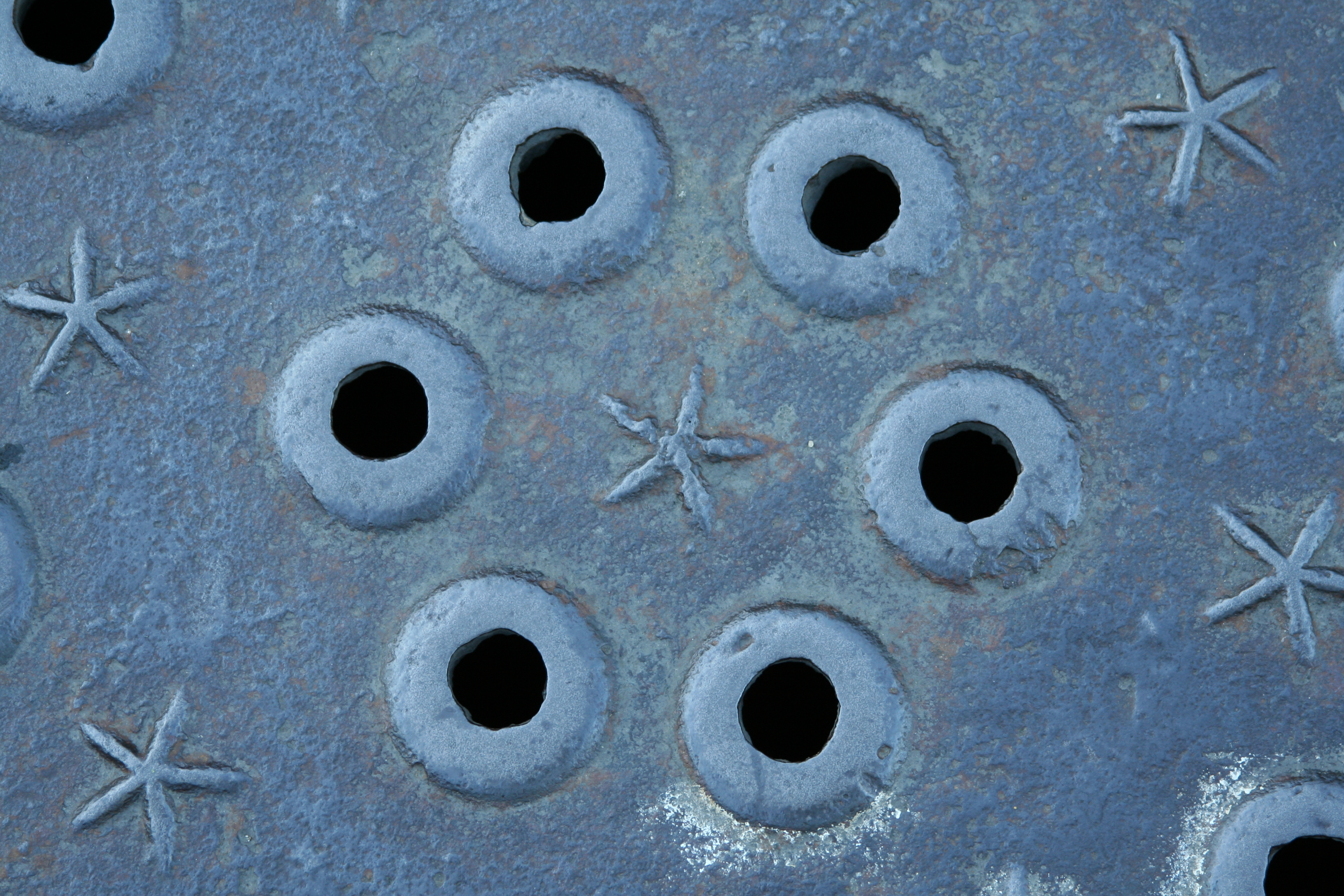
انتخاب سوراخ در پوشش کوره پالو آلتو کالیفرنیا، ایالات متحده آمریکا

این پوشش معمولاً از ویژگی‌های «انتخاب چاله» ای که به آن یک قلاب رسیدگی ابزار قرار داده شده است برای بلند کردن آن‌ها را. انتخاب سوراخ را می‌توان پنهان تر میخ درب یا می‌توانید اجازه می‌دهد نور به درخشش را از طریق. یک کوره انتخاب کنید یا قلاب است که به‌طور معمول مورد استفاده برای بلند کردن آن‌ها را هر چند ابزار دیگر را می‌توان به عنوان به خوبی از جمله برق است.

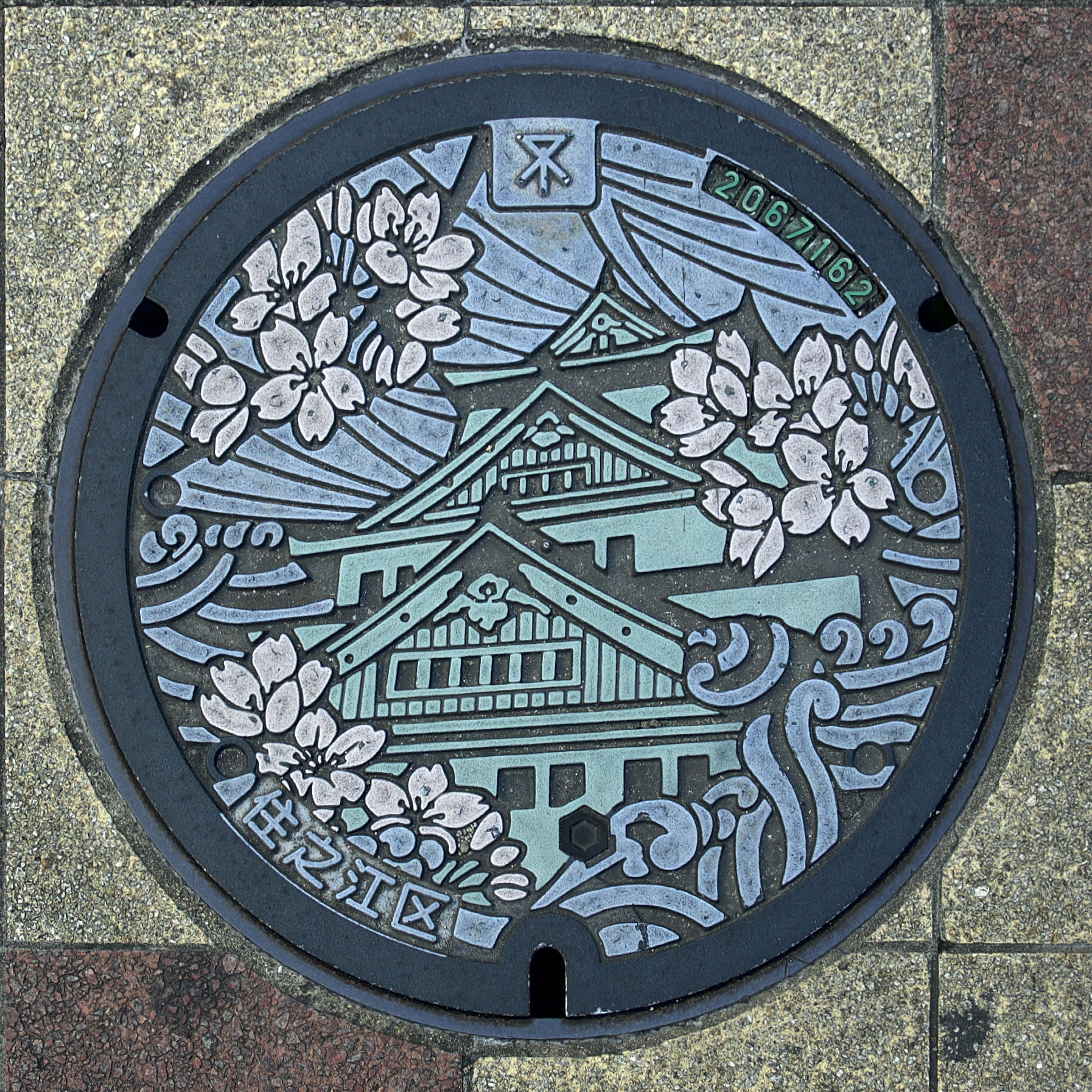
رنگ کوره پوشش در اوزاکابا ژاپن

اگر چه این پوشش می‌دهد بیش از حد بزرگ به راحتی کلکسیونی خود را در همه جا و بسیاری از الگوها و شرح چاپ شده در آن‌ها باعث شده است تا برخی از مردم به جمع‌آوری تصاویر را پوشش می‌دهد از سراسر جهان است. با توجه به ریمو کامروتا نویسنده یک کتاب در مورد این موضوع با عنوان زهکشی۹۵٪, شهرداری‌ها باید خود را طراحی جلد اغلب با رنگارنگ منبت کاری رنگ کنند.
با وجود وزن خود و دست و پاگیر طبیعت، سوراخ ادم رو پوشش می‌دهد گاهی اوقات به سرقت رفته معمولاً برای فروش مجدد به عنوان ضایعات به خصوص زمانی که قیمت فلز افزایش یابد.